# Xysticus cor
Xysticus cor är en spindelart som beskrevs av Giovanni Canestrini 1873. Xysticus cor ingår i släktet Xysticus och familjen krabbspindlar. Inga underarter finns listade i Catalogue of Life.